# Pheidole binghamii
Pheidole binghamii är en myrart som beskrevs av Auguste-Henri Forel 1902. Pheidole binghamii ingår i släktet Pheidole och familjen myror. Inga underarter finns listade i Catalogue of Life.